# 光通數網
光通數網控股有限公司（港交所除牌時0155.HK），從華基泰有限公司換取上市。當時主要網絡及電腦科技支援業務。但由於受互聯網泡沫爆破，轉移金融業務，現時由華基光電取代上市，那時是2006年3月30日。

## 外部連結
- 華基光電 WEBB-SITE.COM